# Mamadou Diouf
Pour les articles homonymes, voir Diouf.
Mamadou Diouf est un historien sénégalais qui vit actuellement aux États-Unis.
D'abord spécialiste de l'Empire colonial français, il porte aussi un regard sans complaisance sur les sociétés contemporaines en Afrique. Ses compétences sont souvent mises à contribution dans les grands débats actuels, comme à propos du discours de Dakar de Nicolas Sarkozy en 2007 ou de la bataille de succession du président Abdoulaye Wade.

## Biographie
Auteur d'une thèse de doctorat consacrée au Royaume de Cayor, soutenue à l'université de Paris I en 1980, il est d'abord enseignant-chercheur à l'université Cheikh-Anta-Diop, où il dirige le département de recherche et de documentation du Conseil pour le développement de la recherche en sciences sociales en Afrique (CODESRIA) de 1991 à 1999, date à laquelle il s'installe aux États-Unis. Il enseigne alors à l'université du Michigan et participe aux travaux du Centre d'études africaines et afro-américaines. Le 1er juillet 2007 il prend la tête de l'Institut d'études africaines à l'École des affaires internationales et publiques (School of International and Public Affairs) de l'université Columbia à New York.

## Œuvres
- Le Kajoor au XIXe siècle, Paris, Karthala, 1989 (thèse publiée)
- Le Sénégal sous Abdou Diouf, Paris, Karthala, 1990
- Une histoire du Sénégal : le modèle islamo-wolof et ses périphéries, Paris, Maisonneuve & Larose, 2001, 250 p.  (ISBN 2706815035)
- Historians and histories, what for? : African historiography between the state and the communities, Amsterdam, SEPHIS-CSSSC, 2002, 27 p.
- Tolerance, Democacy and Sufis in Senegal, Columbia University Press, 2013, 296 p.
- 2023 : L'Afrique dans le temps du monde, Rot·Bò·Krik